# Brydekirk Bridge
Die Brydekirk Bridge ist eine Straßenbrücke nahe der schottischen Ortschaft Brydekirk in der Council Area Dumfries and Galloway. 1971 wurde die Bogenbrücke in die schottischen Denkmallisten in der Kategorie B aufgenommen. Die Hochstufung in die höchste Denkmalkategorie A erfolgte 1987.

## Beschreibung
Die Brydekirk Bridge liegt am Ostrand von Brydekirk und bildet dabei die Verlängerung der Hauptstraße der kleinen Ortschaft. Der Mauerwerksviadukt führt eine Nebenstraße über den Annan. Die in den 1760er Jahren rund fünf Kilometer flussaufwärts erbaute Hoddom Bridge weist große Ähnlichkeit mit der Brydekirk Bridge auf.
Der Viadukt überspannt den Annan mit drei ausgemauerten Segmentbögen. Der zentrale Bogen ist mit einer lichten Weite von rund 21 m größer dimensioniert als die flankierenden, die lichte Weiten von rund 15 m aufweisen. An den Pfeilern treten beidseitig spitze Eisbrecher heraus. Die begrenzenden Brüstungen schließen mit Natursteinkappen ab. Die Fahrbahn beschreibt einen leichten Buckel. An den Anfahrten fächern die Brüstungen auf.